# Liste der Einträge im National Register of Historic Places im Orange County (Texas)
Die Liste der Registered Historic Places im Orange County führt alle Bauwerke und historischen Stätten im texanischen Orange County auf, die in das National Register of Historic Places aufgenommen wurden.

## Aktuelle Einträge
| Lfd. Nr. | Name                                           | Bild | Datum der Eintragung | Adresse/Lage                                                                      | Ort           | ID       | Beschreibung |
| -------- | ---------------------------------------------- | ---- | -------------------- | --------------------------------------------------------------------------------- | ------------- | -------- | ------------ |
| 1        | Cow Bayou Swing Bridge                         |      | 10. Mai 2010         | SH 73/87 1.13 mi NE of jct with FM 1442                                           | Bridge City   | 10000252 |              |
| 2        | Joseph and Annie Lucas House                   |      | 17. Okt. 1997        | 812 W. Pine St.                                                                   | Orange        | 97001233 |              |
| 3        | Lutcher Memorial Church Building               |      | 9. Sep. 1982         | 902 W. Green Ave.                                                                 | Orange        | 82004517 |              |
| 4        | Navy Park Historic District                    |      | 22. Dez. 1999        | Roughly bounded by W. Dewey Ave., Farragut St., Cooper’s Gully Tract and 6th Ave. | Orange        | 99001600 |              |
| 5        | Port Arthur-Orange Bridge                      |      | 10. Okt. 1996        | TX 87 at the Jefferson and Orange Cnty. Line                                      | Orange County | 96001127 |              |
| 6        | Sims House                                     |      | 26. März 1980        | 905 Division St.                                                                  | Orange        | 80004143 |              |
| 7        | W. H. Stark House                              |      | 12. Dez. 1976        | 611 W. Green Ave.                                                                 | Orange        | 76002056 |              |
| 8        | Woodmen of the World Lodge-Phoenix Camp No. 32 |      | 19. Jan. 1996        | 110 Border St.                                                                    | Orange        | 95001551 |              |